# Morvan Lebesque
Morvan Lebesque (Nantes, 11 de gener de 1911 - Rio de Janeiro, 4 de juliol de 1970) fou un periodista i activista polític bretó, lluitador per l'alliberament nacional de la Bretanya.

## Biografia
Lebesque va néixer a Nantes, al Moll de Barbin (ara Moll de Barbusse), i realitzà l'educació secundària a l'institut de Clemenceau. L'any 1930, fou l'editor en cap del Loire Echo. Responsable de la secció de Nantes del Partit Autonomista Bretó, l'abandonà l'any 1931 i fundà, juntament amb Théophile Jeusset, el moviment encara més radical Breiz da Zont, i la seva ala política, el Partit Nacionalista Integral Bretó.
Durant l'ocupació nazi de França a la Segona Guerra Mundial, treballà per al periòdic col·laboracionista L'Heure Bretonne, així com per a d'altres periòdics a París, on establí amistat amb Jean-Paul Sartre i Simone de Beauvoir. L'any 1952, s'adherí al diari satíric Le Canard enchaîné, en el qual escrivia una popular columna, on li va modelar l'estil Albert Camus, amb qui va conrear una bona amistat. Amb el temps es va convertir en editor de la revista. Després de 1966 també va participar en la revista autonomista bretona Ar Vro.
Alguna de les aportacions més importants realitzades en la conformació del cos teòric del nacionalisme bretó fou la de presentar Bertrand du Guesclin, guerrer bretó fins aleshores considerat com un heroi de la Guerra dels Cent Anys contra Anglaterra i la representació d'una de les primeres manifestacions patriòtiques del Regne de França, com un traïdor a la seva Bretanya.